# Zion
Zion (Hebreeuws: ציון, Tsion; in Nederlandse Bijbelvertalingen: Sion) is in verhalen in de Hebreeuwse Bijbel een van de bergen van Jeruzalem. Volgens een verhaal veroverde koning David Jeruzalem op de Jebusieten en bouwde hij de Davidsburcht op de 'Zion' (2 Samuel 5:6,7; 1 Kronieken 11:4,5). Ook zou Salomo hier een tempel hebben gebouwd (1 Koningen 8), waardoor de benaming Tempelberg ontstond.
JHWH zou wonen op de Zion (Psalm 9:12). In Psalm 76:3 wordt Salem gebruikt als parallel met Zion. Melchisedek was volgens het verhaal in Genesis 14 koning van Salem.
De (huidige) berg Zion ligt buiten de muren van de oude stad Jeruzalem. Hier zou zich het graf van koning David bevinden, zou het Laatste Avondmaal hebben plaatsgevonden en zou Maria (moeder van Jezus) zijn gestorven.

## Zionisme
Zion is later door orthodoxe joden vereenzelvigd met Jeruzalem en vervolgens het symbool geworden voor de plek waar het joodse volk zich met hun God verenigd voelt (vergelijk Psalm 53:7; 69:36). Het zionisme als ideologie is op deze gedachte gebaseerd, waarin ook het land Israël volgens Bijbelse grenzen wordt inbegrepen. 

## Andere betekenissen
- Het Beloofde Land in het rastafarianisme wordt Zion genoemd. Hiermee doelt men specifiek op Ethiopië. De keizers van dat land zouden afstammen van koning David.[bron?]